# Todos caballeros
L'espressione spagnola "Todos caballeros" (in italiano "Tutti cavalieri") è una frase che sarebbe stata pronunciata da Carlo V durante una visita ad Alghero, città del Regno di Sardegna, avvenuta tra il 7 e l'8 ottobre del 1541.

## Fonti storiche
Le fonti tuttavia non concordano né sulla veridicità della frase, né su quale fosse il reale messaggio del sovrano. Tra i significati le ipotesi sono:
- una ricompensa alla fedeltà degli algheresi, allora discendenti di una colonia catalana, pronunciata dal Palazzo d'Albis sulla gremita Piazza Civica; Carlo V descrisse infatti la città come "Bonita, por mi fé, y bien asentada - Bella, in fede mia, e ben solida" osservando la maestosa torre de l'Esperó Reial [1]
- il saluto a tre illustri cittadini algheresi, a cui venne concesso il cavalierato per essersi uniti alla spedizione verso Algeri, in rotta verso la quale Carlo V aveva fatto scalo nella città sarda (secondo altre fonti il viaggio era verso Tunisi)
- il grido di entusiasmo pronunciato dalla finestra della Casa De Ferrera nell'ammirare l'improvvisata corrida in cui vennero uccisi più di 200 animali per garantire l'approvvigionamento delle navi in partenza; concesse poi solo tre onorificenze [2]
- la risposta alla folla di cittadini accorsi per reclamare titoli nobiliari, che venne liquidata dal balcone in modo da poter riprendere senza fastidi le proprie private esigenze fisiologiche

Tuttavia, in un'opera di Giuseppe Fumagalli si legge:
(Giuseppe Fumagalli, Chi l’ha detto? Tesoro di citazioni italiane e straniere, di origine letteraria e storica, ordinate e annotate da Giuseppe Fumagalli, Milano, Hoepli, 1989)

## Utilizzo
L'espressione è oggi utilizzata in tono dispregiativo per descrivere quelle proposte tendenti ad estendere urbi et orbi dei particolari privilegi, annullando così di fatto la distinzione o il prestigio derivante dagli stessi; allo stesso modo viene utilizzata per connotare l'esito di una vicenda nel quale tutti si proclamino vincitori.